# ジェイムズ・ベイカー (国務長官)
ジェイムズ・アディソン・ベイカー（James Addison Baker, 1930年4月28日 - ）はアメリカ合衆国の政治家。ロナルド・レーガン政権でアメリカ合衆国大統領首席補佐官、第67代アメリカ合衆国財務長官、ジョージ・H・W・ブッシュ政権で第61代アメリカ合衆国国務長官を務めた。ベイカーはジェイムズ・ベイカー3世公共政策研究所の設立者でもある。

## 生涯
1930年4月28日にテキサス州ヒューストンにおいて、ジェイムズ・アディソン・ベイカーとエセル・ボナー・ミーンズの息子として誕生した。ベイカーはザ・ヒルズ・スクール（寄宿制学校）を経てプリンストン大学を1952年に卒業した。卒業後の2年間をアメリカ海兵隊中尉として軍務に従事した後、テキサス大学オースティン校ロー・スクールに入学、1957年に法学博士課程修了。そしてベイカーは1975年までアンドリュー・クルト法律事務所に勤めた。
当初ベイカーは民主党の党員であったが、後に共和党に移った。1970年の上院議員選挙ではジョージ・H・W・ブッシュを支持し民主党のロイド・ベンツェンと戦ったが、ブッシュを当選させるには至らなかった。1975年にベイカーはジェラルド・R・フォード大統領の時代に商務次官として登用され、1976年アメリカ合衆国大統領選挙ではフォードに全面的な協力を行ったが、アメリカ民主党のジミー・カーターに敗北した。1978年にベイカーはテキサス州司法長官に立候補したが、苦杯を喫した。

### 1980年アメリカ合衆国大統領選挙とその後
その後1980年アメリカ合衆国大統領選挙の共和党予備選挙ではジョージ・H・W・ブッシュ陣営で選挙運動本部長として戦ったが、ロナルド・レーガンの前に敗退した。しかしながら1980年アメリカ合衆国大統領選挙でレーガンが勝利するとベイカーはアメリカ合衆国大統領首席補佐官に任ぜられ、1985年まで務めた。レーガン大統領は受動的な政策方針を敷いたため、ベイカーはロナルド・レーガン政権1期目の成否に大きな影響を及ぼしたと考えられている。後に敵対するサッダーム・フセイン大統領のイラクとの関係強化の決定もジョージ・H・W・ブッシュとキャスパー・ワインバーガーとともに主導している。

### 1984年アメリカ合衆国大統領選挙とその後
1984年アメリカ合衆国大統領選挙でレーガンが民主党の対立候補であるウォルター・モンデールに選挙人投票で525対13という圧倒的大差で地滑り的勝利を収めると、ベイカーはアメリカ合衆国財務長官に任命された。ベイカーは前任のドナルド・リーガンを大統領首席補佐官に据えた上で、経済政策の大規模な転換を試みた。1985年にはインフレーションの抑制とドル相場の安定を図るため、プラザ合意を成立させた。
またベイカーはロナルド・レーガン政権において経済政策閣僚会議及び国家安全保障会議の委員も務めた。

### 1988年アメリカ合衆国大統領選挙とその後
1988年にジョージ・H・W・ブッシュが1988年アメリカ合衆国大統領選挙に立候補すると、ベイカーはジョージ・H・W・ブッシュの選挙事務長を務めた。そしてジョージ・H・W・ブッシュが大統領に当選すると、ベイカーはアメリカ合衆国国務長官に任命された。在任中の1990年5月、ゴルバチョフがブッシュ大統領との会談のために米国を訪問した。その際再統一されたドイツのNATO加盟にゴルバチョフは同意したが後に彼は、ベイカーがNATO軍を東ドイツに派遣せず、軍事同盟を東ヨーロッパに拡大しないと約束したために同意したと明らかにした。1991年に起きた湾岸戦争では、30ヶ国余りからなる多国籍軍の結成に尽力した。また、周到な根回しを行って中東和平会議に紛争当事者や代表を勢ぞろいさせた。1992年にアメリカ合衆国国務長官を退任した後、1993年までアメリカ合衆国大統領首席補佐官を務めた。

### 1990年代・2000年代以降
1993年1月20日にビル・クリントン政権が発足したことでアメリカ合衆国大統領首席補佐官を退任したベイカーはテキサス州ヒューストンのライス大学にジェイムズ・ベイカー3世公共政策研究所を設立した。
1997年3月にベイカーは西サハラの安定のため、国際連合事務総長の個人特使に就任した。2004年6月まで特使として活躍したベイカーは、西サハラを実効支配していたモロッコ政府と独立国家建設を目指す武装組織ポリサリオ戦線に対し、モロッコ帰属か独立かを問う住民投票を実施するという和平提案を行った。第1次ベイカー計画と呼ばれたこの提案によりモロッコ政府とポリサリオ戦線は停戦に合意し、国連平和維持活動として国連西サハラ住民投票監視団が創設された。その後2000年には第2次ベイカー計画と呼ばれる提案を行い、ポリサリオ戦線との交渉によって和平の基礎を築こうという試みが行われた。この提案は国際連合安全保障理事会によって満場一致で支持されたが、モロッコ政府はこの提案を拒絶した。
2000年アメリカ合衆国大統領選挙においてベイカーはジョージ・W・ブッシュの法律顧問となり、フロリダ州での一般投票の再集計の監視を担当した。
2015年11月に旭日大綬章を受章した。

## 著作
- The politics of diplomacy : revolution, war, and peace, 1989-1992, with Thomas M. DeFrank,(G.P. Putnam's Sons, 1995).
  - 『シャトル外交激動の四年』 仙名紀訳、新潮社<新潮文庫 上・下>, 1997年

## ジェイムズ・ベイカーに関係する映画
- 『リカウント』（RECOUNT, 2008年）